# Wolfgang Vater (Tischtennisspieler)
Wolfgang Vater (* 23. November 1949) ist ein ehemaliger deutscher Tischtennisspieler. Er war mehrfacher DDR-Meister im Doppel.

## Werdegang
Vater begann mit dem Tischtennissport in Heide, einem Ortsteil der Lausitzer Gemeinde Wiednitz. 1965 wurde er mitteldeutscher Jugendmeister. Im gleichen Jahr machte er bei der DDR-Seniorenmeisterschaft auf sich aufmerksam durch Siege über Lotar Schleener und den vierten der DDR-Rangliste Dieter Schindler. Später wechselte er zum SC Leipzig. Ein internationaler Höhepunkt war die Teilnahme an der Jugend-Europameisterschaft 1966, wo er im Einzel das Viertelfinale erreichte sowie im Doppel mit Manfred Ullrich und mit der Mannschaft Dritter wurde.
Bei den DDR-Meisterschaften gewann er zusammen mit Siegfried Lemke viermal den Titel im Doppel, nämlich 1968, 1970, 1971 und 1972. 1976 wurde er mit Siegmar Bessert Zweiter. Bereits 1968 hatte er im Mixed mit Petra Stephan das Endspiel erreicht. Die DDR-Mannschaftsmeisterschaft gewann er 1966 und 1967 mit der BSG Lokomotive Leipzig-Mitte sowie 1976 mit der BSG Stahl Finow.
Vaters größter internationaler Erfolg war das Erreichen des Doppel-Viertelfinales bei der Weltmeisterschaft 1967, wo er an der Seite von Siegfried Lemke gegen die Japaner Nobuhiko Hasegawa/Mitsuru Kōno verlor. Als Folge des Leistungssportbeschlusses 1969, als Tischtennis als nicht förderungswürdig eingestuft wurde, endete Vaters internationale Laufbahn. Danach schloss er sich der BSG Stahl Finow an und begann an der Humboldt-Universität zu Berlin ein Studium der Soziologie.

## Privat
Vater ist verheiratet und hat drei Kinder. Sein Sohn Christian wurde 1999 bei den Schülern deutscher Mannschaftsmeister mit dem TTC Finow.

## Turnierergebnisse
| Verband | Veranstaltung     | Jahr | Ort       | Land | Einzel    | Doppel        | Mixed     | Team |
| ------- | ----------------- | ---- | --------- | ---- | --------- | ------------- | --------- | ---- |
| GDR     | Weltmeisterschaft | 1967 | Stockholm | SWE  | letzte 64 | Viertelfinale | letzte 32 | 11   |